# 側用人
側用人（そばようにん）は、江戸時代、幕府および諸藩に置かれた役職。

## 江戸幕府の御側御用人
江戸幕府における御側御用人（おそばごようにん）は、征夷大将軍の側近であり 、将軍の命令を老中らに伝え、また、老中の上申を将軍に取り次ぐ役目を担った。
将軍近侍役の最高位にあたり、従四位下に叙任せられる。 5000石級の旗本で、将軍の側衆として枢機に与る者の中から選任され、特に重要事項の伝奏を役目とした。
江戸時代初期には徳川家康に秋元泰朝と松平正綱が近侍しており『藩翰譜』では「御近習出頭役」と呼ばれ、側用人の源流といわれる。
牧野成貞が1681年（天和元年）12月に御側衆から「御側御用人」に補任されたのが側用人の始まりとされる。
幕閣である老中以上の実権をふるうものも多く、柳沢吉保のように正式に老中の上席（大老格と呼ばれる）を与えられたり、田沼意次のように老中に転じた者もいる。間部詮房はそのいずれにもあたらないが、在任の後半は将軍が3–6歳であったため、その意志代行者として最高権力を手にしていた。
言語障害があったといわれる9代将軍家重が就任すると、彼の不明瞭な言葉が解るのは近習の頃からの側近だった者に限られたため、そのうちの一人である大岡忠光が登用された。
御側御用人一覧
- 牧野成貞: 1680年（延宝8年） - 1695年（元禄8年）
- 松平忠周: 1685年（貞享2年） - 1690年（元禄3年）
- 喜多見重政: 1686年（貞享3年） - 1689年（元禄2年）
- 太田資直: 1686年（貞享3年）
- 宮原重清: 1688年（貞享5年） - 1688年（元禄元年）
- 牧野忠貴: 1688年（元禄元年）
- 南部直政: 1688年（元禄元年） - 1689年（元禄2年）
- 柳沢保明: 1688年（元禄元年） - 1709年（宝永6年）
- 金森頼旹: 1689年（元禄2年）
- 相馬昌胤: 1689年（元禄2年） - 1690年（元禄3年）
- 畠山基玄: 1689年（元禄2年） - 1691年（元禄4年）
- 酒井忠真: 1693年（元禄6年）
- 松平輝貞: 1694年（元禄7年） - 1709年（宝永6年）
- 松平信庸: 1696年（元禄9年） - 1697年（元禄10年）
- 戸田忠時: 1704年（宝永元年） - 1706年（宝永3年）
- 松平忠周: 1705年（宝永2年） - 1709年（宝永6年）
- 間部詮房: 1706年（宝永3年） - 1716年（正徳6年）
- 本多忠良: 1710年（宝永7年） - 1716年（正徳6年）
- 石川総茂: 1725年（享保10年） - 1733年（享保18年）
- 大岡忠光: 1756年（宝暦6年） - 1760年（宝暦10年）
- 板倉勝清: 1760年（宝暦10年） - 1767年（明和4年）
- 田沼意次: 1767年（明和4年） - 不明
- 水野忠友: 1777年（安永6年） - 1780年（天明元年）
- 松平信明: 1788年（天明8年）
- 本多忠籌: 1788年（天明8年） - 1790年（寛政2年）
- 戸田氏教: 1790年（寛政2年）
- 水野忠成: 1812年（文化9年） - 1818年（文化14年）
- 田沼意正: 1825年（文政8年） - 1834年（天保5年）
- 堀親寚: 1841年（天保12年） - 1845年（弘化2年）
- 水野忠寛: 1859年（安政6年） - 1862年（文久2年）

## 諸藩の側用人
側用人（御側御用人）と、用人（御用人）は、有能で藩主の信任が厚い者から選任されることが多いが、役目は異なる。用人は藩の統治機構に属する。側用人は、藩主の側衆として、枢機に預かるほか日常のお相手役となるが、藩主の家政を総覧する責任者となるのが原則である。この点、将軍と老中との伝奏役である幕府の側用人とは異なる点である。また、そもそも側用人と用人とは成り立ちが違う場合がある。
しかし、弘前藩などのように側用人と用人を兼帯させる藩や幕府の例を模範として、側用人に藩主との公務上の取次を一括して行わせた藩もあった。この場合は御側御用取次たる側用人には、その職務内容の記述が分限帳などに注記されていることが多い。このような藩では、側用人には、家政総覧者たる側用人と、伝奏役たる側用人がいたことになる。
ただしこうした呼称や職掌は、すべての藩で普遍的に見られたものではなく、長州藩では「側用人」という役職はないが、江戸武鑑において直目付、奥番蔵就任者などを「側用人」として掲載する場合や柳河藩や米沢藩のように側用人職が江戸武鑑と分限帳などの藩政史料の両方で記載のない場合も存在する。
また、側用人職がある藩も盛岡藩の近習頭のように側近職として側用人より上級職で江戸幕府の側用人に近い役職が存在することがあり、その軽重には大差があった。
幕府では老中より側用人のほうが権勢をもつこともあったが、諸藩ではあまり著名ではない。但し盛岡藩で南部利済の側近で三奸臣の一人とされ、藩内では参政兼会計総括であった石原汀は江戸武鑑上では側用人として扱われているなど少数ながら存在する。
性質上、側用人には特に家格が高くなくても、藩主の信頼が厚く有能な側近であれば任じられる場合が多く、重責であることに変わりはなかった。藩によっては側用人が御側御用取次という肩書きを併せ持っていることもあるが、この場合は幕府の側用人とほぼ同義となる。
諸藩の側用人は、少なくとも給人（上級藩士の下位）または奏者（取次）以上の上級家臣の出自から選ばれるのが一般的だった。また、重臣の嫡子を教育上の観点から家督相続をする前の部屋住み身分の時代に小姓や側用人として出仕させる例は全国諸藩にあった。側用人は、用人より格下の役職であることが多いが、水戸藩や加賀藩のように格上とされている藩もある。公用人、番頭と比較した場合は藩によってさまざまである。
また全国諸藩の中には、統治機構に属する用人に取次を行わせた藩もあり、用人の中で数名の者だけに、取次役であったことを注記した分限帳も存在する。
側用人が存在しない柳河藩と米沢藩、仙台藩においては共通して小姓を統括する小姓頭職が存在しており、米沢藩の場合は一時的に側勤小姓頭御用向兼帯が存在した。